# 제5군단 (대한민국)
제5군단(第五軍團, ROK V Corps)은 경기도 포천시에 주둔하고 있는 대한민국 육군의 군단이며, 상징명칭은 승진부대(勝進部隊)이다.
1953년 10월 1일 창설된 군단은 같은해 12월 15일에 창설된 제1야전군에 배속되었다. 1973년 7월 1일 베트남 전쟁에서 귀환한 주월한국군사령부가 제3야전군으로 재편성되어 경기도 지역을 맡게 되자, 제3야전군에 배속되었다.
1983년 수도기계화보병사단과 2016년 제8기계화보병사단이 제7군단으로 예속전환되면서 군단을 떠났다.
2009년, 부대 상징명칭과 경례 구호를 '통일'에서 '승진'으로 바꾸었다.

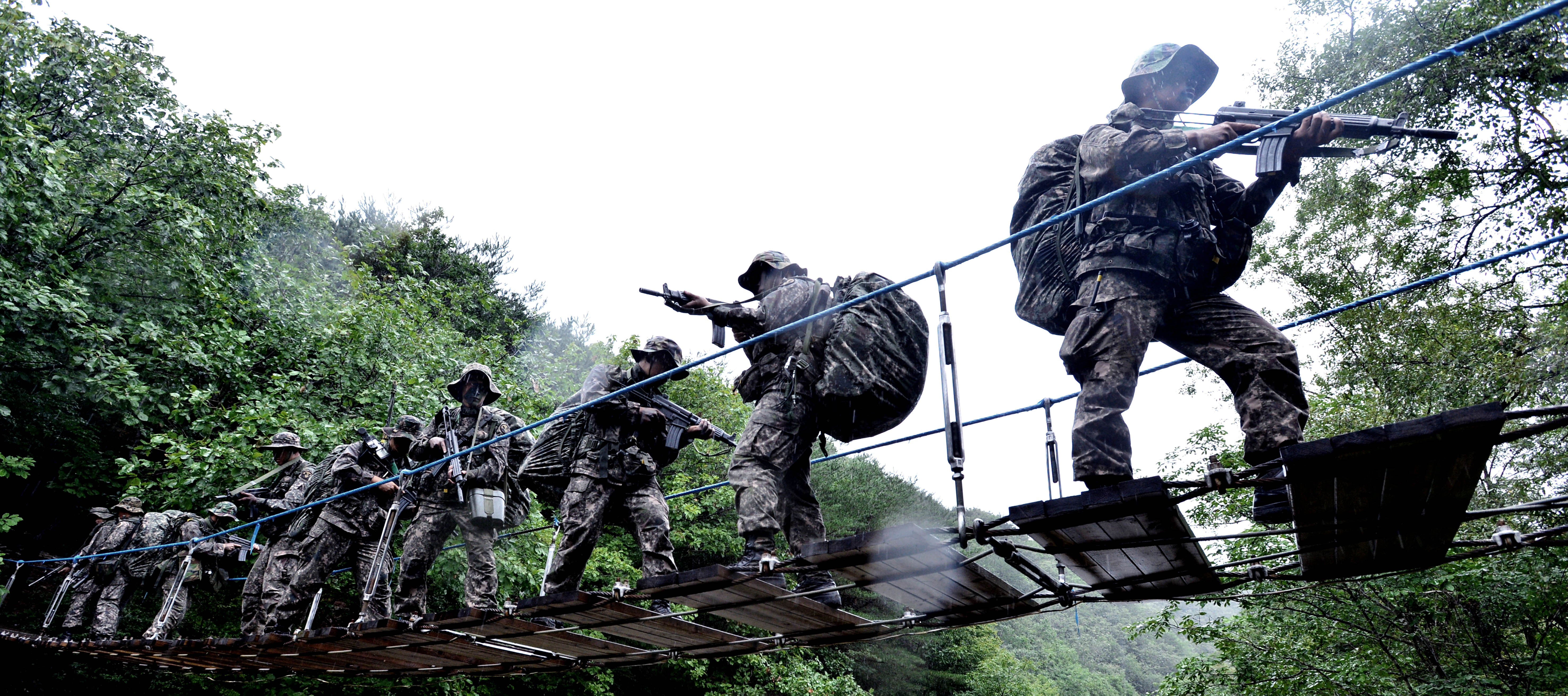
적지 침투 훈련 중인 제5군단 장병들

## 편제

### 상급부대
- 육군본부, 1953년 10월 1일 ~ 12월 14일
- 제1야전군, 1953년 12월 15일 ~ 1973년 6월 31일
- 제3야전군, 1973년 7월 1일 ~ 2018년 12월 31일
- 지상작전사령부, 2019년 1월 1일 ~

### 편성
현재 군단은 예하 4개 상비 사단과 5개 여단, 직할 부대로 구성되어 있으며, 예하 부대에 육군 최초로 창설된 기갑, 정보, 특공, 통신 부대가 특징이다.
예하 사단
- 제3보병사단 "백골" (6.25전쟁 당시 동부전선 지연전의 주역, 전군 최초로 38선 최초돌파)
- 제5보병사단 "열쇠"
- 제6보병사단 "청성" (6.25전쟁 당시 춘천대첩, 용문산 전투의 주역)
- 제28보병사단 "무적태풍"

예하 여단
- 제1기갑여단 "전격" - 대한민국 최초의 전차대대를 포함한 대한민국 최초의 기갑여단
- 제5기갑여단 "철풍"
- 제5포병여단 (승진포병부대)
  - 제1야전포병단
  - 제5야전포병단
  - 제8동원포병단
- 제5공병여단 (승진공병부대)
- 제5군수지원여단 (천보산부대)

직할 부대
- 보충대
- 군사경찰단
- 본부근무대
- 제15방공단 - 515방공대대였지만 2012년부로 단급 부대로 편제가 변경되었다.
- 제145정보대대 - 대한민국 최초의 정보부대
- 제105정보통신단 - 대한민국 최초의 노드부대
- 제705특공연대 (승진표범부대) - 대한민국 최초의 특공부대
- 제305경비연대
- 제15화생방대대

지원 부대
- 제15항공단 - 육군항공사령부
- 승진 훈련장
- 국군포천병원

## 역대 군단장
- 이병태 중장 (육사 17기)
- 임호영 중장 (육사 38기)
- 제갈용준 중장 (육사 39기)
- 최병혁 중장 (육사 41기)
- 안준석 중장 (육사 43기)
- 김현종 중장 (육사 44기)
- 이규준 중장 (육사 46기)
- 김성민 중장 (육사 48기)

## 같이 보기
- 대한민국 육군의 부대 조직 및 편성 목록